# سليم شوشكيي
الملا سليم شوشكيي (ولد في 5 آذار 1976) هو سياسي ورجل دين عراقي كردي، وعضو في الجماعة الإسلامية الكردستانية، شغل منصب عضو في مجلس النواب العراقي في دورته الثانية، وكان عضوا في لجنة الاوقاف النيابية. كما إنه عضو في قيادة اتحاد العلماء.
في تموز 2018، صدرت بحقه مذكرة توقيف بتهمة الصلة بتنظيم داعش.
وقد نفى أعضاء في حزبه هذه التهمة، وعدوها ذات أهداف سياسية وانتخابية.
ورد اسمه ضمن المرشحين لمنصب رئيس جمهورية العراق في أيلول 2018.